# Ahlem Mosteghanemi
Ahlem Mosteghanemi (àrab: أحلام مستغانمي, Aḥlām Mustaḡānimī) (Tunis, 13 d'abril de 1953) és una escriptora algeriana que ha estat anomenada «la novel·lista arabòfona més famosa del món».

## Biografia

### Naixement en l'exili i retorn a Algèria
Ahlem nasqué a Tunísia, filla d'un activista polític militant que es veié obligat a exiliar-se durant la guerra d'alliberament algerià. Després de la independència, la seua família torna a Algèria, on el seu pare, un intel·lectual humanitari, ocupa alts càrrecs en el primer govern algerià. Llança una campanya d'alfabetització en tot el territori i supervisa la distribució de terres agrícoles als més pobres.

### Debut polèmic
En els anys 70, després de l'intent d'assassinat durant el cop d'estat de Boumediene i la consegüent hospitalització de son pare, que també fou ferit en l'atemptat, Ahlem, com a germana major, assumí la responsabilitat de mantenir a la família com a presentadora de ràdio. A l'edat de 17 anys, esdevé un nom familiar a Algèria amb l'espectacle diari poètic Hammassat ('Murmuris') en la ràdio nacional. Mentre publicava al 1973, Ala Marfa al Ayam, Ahlem també es converteix en la primera dona a publicar un poemari en àrab, que la posà en un camí espinós. Després, al 1976 publica "Al Kitaba fi Lahdat Ouray". En aquest moment, formava part de la primera generació que pogué estudiar en àrab després de més d'un segle de prohibició per part de la colonització francesa.

### El terreny de l'idioma àrab
L'estudi de l'àrab li proporcionà una sensació d'alliberament ja que la seua família no dominava l'idioma àrab recentment readquirit al país. Però, en aquest moment, la societat algeriana estava reconstruint la seua identitat i recuperant-se d'un passat colonial amb més d'un milió i mig de morts. No estava preparada per veure una jove expressar-se lliurement sobre temes com l'amor i els drets de les dones i s'estava encara menys preparada per veure-la fer-ho en el sagrat idioma àrab. Ací és on comença la batalla d'Ahlem contra el sexisme. Tot i que les dones havien lluitat al costat dels homes durant la revolució, en la postguerra foren relegades als rols tradicionals; se'ls negà la llibertat d'expressar-se i aspirar a l'èxit. Després de llicenciar-se en literatura, la junta directiva de la Universitat d'Alger li rebutjà la inscripció en un màster amb el pretext que la seua llibertat d'expressió tenia un impacte negatiu en els estudiants. També fou expulsada de la Unió d'Escriptors Algerians per no ajustar-se a la seua línia política.

### Lluita i influència
Durant més de 35 anys, la contribució d'Ahlem enriquí l'escena literària àrab amb la seua molt aclamada obra sentimental i poètica. A més, amb els seus escrits encapçalà la lluita contra la corrupció, la injustícia, els règims totalitaris, el fonamentalisme, les noves formes de colonització i la denigració dels drets de les dones. Les seues cites sobre l'amor i la política són molt utilitzades pel públic àrab. A partir de gener del 2016, l'autora és seguida per més de 9 milions de simpatitzants en Facebook i 700.000 en Twitter.

## Obres
La UNESCO imprimí tota la seua obra en Braille.

### Novel·les
1. Zakirat el Jassad - Publicat per Dar al adab, Beirut, 1993, 34 printed editions. Considered by critics as a turning point in Arabic literature.
2. Fawda el Hawas - Publicat per Dar al adab a Beirut 1997, 30 printed editions.
3. Aber Sareer - Publicat per Dar al adab a Beirut 2003, 22 printed editions.
4. El Aswad Yalikou Biki -Publicat per Hachette-Antoine a Beirut, 2012.

### Antologies
1. Ala Marfa al Ayam - Published by SNED in Algers 1973
2. Al Kitaba fi Lahdat Ouray - Publicat per Dar Al-Adab a Beirut 1976
3. Algérie, femmes et écriture - Publicat per l'Harmattan a París 1985
4. Akadib Samaka - Publicat porl'ENAG in Algiers 1993
5. Nessyane.com - Publicat per Dar Al-Adab a Beirut 2009

### Recerca acadèmica
1. Academic research for her doctoral thesis, París 1982, supervisat per Jacques Berque.